# ATM FA
ATM FA（マレー語: Persatuan Bola Sepak Angkatan Tentera Malaysia）とは、マレーシアのサッカーチーム。現在マレーシア・スーパーリーグ所属。チーム名はマレーシア陸軍サッカー協会の意味であり、単にアームド・フォーシズFA（Armed Forces FA）としても知られている。ホームスタジアムはセランゴール州セラヤンにあるセラヤン・スタジアムである。

## タイトル

### リーグ
マレーシア・プレミアリーグ
- 優勝 (1): 2012

### カップ
マレーシアカップ
- 準優勝 (3): 1949, 1966, 2012

マレーシアFAMカップ
- 優勝 (1): 1997
  - 準優勝 (1): 2006

スルタン・ハジ・アフメド・シャー・カップ
- 優勝 (1) : 2013

## 現所属メンバー
2015年8月5日現在
注：選手の国籍表記はFIFAの定めた代表資格ルールに基づく。
| No. | Pos. |              | 選手名                                 |
| --- | ---- | ------------ | -------------------------------------- |
| 1   | GK   | マレーシア   | シェッド・アドニー                     |
| 2   | DF   | マレーシア   | K.レウベン                             |
| 3   | DF   | マレーシア   | ノルファズリ・アリアス                 |
| 4   | DF   | ナイジェリア | オビンナ・クワネリ                     |
| 5   | DF   | マレーシア   | リズワン・エフェンディ・カマルディン   |
| 6   | MF   | マレーシア   | アブドゥル・シュクル・ユソフ           |
| 8   | MF   | マレーシア   | アフィズ・ファイサル・ママッ           |
| 10  | FW   | ナイジェリア | アブドゥラフィーズ・アブドゥルサラーム |
| 11  | FW   | マレーシア   | ユサイニ・ハーフィズ・チェ・サード     |
| 12  | DF   | マレーシア   | モハマド・リドゥワン・マオン           |
| 13  | DF   | マレーシア   | ムハンマド・アズリーン・ズルカフィ     |
| 14  | DF   | マレーシア   | バドルル・ヒシャム・スフィアン         |
| 15  | MF   | マレーシア   | シナガラン・サンタナタヴェン           |

| No. | Pos. |                | 選手名                                   |
| --- | ---- | -------------- | ---------------------------------------- |
| 16  | MF   | マレーシア     | ファズルル・ハズリ・カドリ               |
| 17  | FW   | ホンジュラス   | ジェリー・パラシオス                     |
| 20  | FW   | マレーシア     | ハイルディン・オマール()                 |
| 22  | GK   | マレーシア     | ラジ・エフェンディ・スヒッ               |
| 23  | MF   | オーストラリア | マリオ・カルロヴィッチ                   |
| 25  | DF   | マレーシア     | アズメール・ユソフ                       |
| 30  | GK   | マレーシア     | モハマド・ハフィズッディン・アズハル     |
| 31  | MF   | マレーシア     | モハマド・アイファ・マッ・ビリヤ         |
| 32  | MF   | マレーシア     | ムハンマド・アンマル・アブドゥル・アジズ |
| 33  | DF   | マレーシア     | ムハンマド・サフアン・アジーム           |
| 34  | DF   | マレーシア     | ヌル・リズミー・ノーマン                 |
| 41  | MF   | マレーシア     | ハナフィ・アジザン                       |
| 50  | GK   | マレーシア     | サフリル・ハフィジー・サファリ           |